# Eritrichium uralense
Eritrichium uralense là loài thực vật có hoa trong họ Mồ hôi. Loài này được Serg. mô tả khoa học đầu tiên năm 1964.